# Saucatta
Saucatta war ein Salzmaß in der niederländischen Besitzung Padang auf Sumatra.
- 1 Saucatta = 115,352 Kilogramm
- 16 Saucatta = 50 Maß/Maaten = 1 Coyang/Coyan = 1845,629 Kilogramm
  - 1 Maß = 36,9126 Kilogramm
- Baros: 450 Saucatta = 1 Coyang[1]